# Julius Kleeberg
Julius Kleeberg (* 10. Juli 1894 in Bösingfeld; † 15. August 1988 in Haifa) war ein deutsch-israelischer Pathologe und Hochschullehrer.

## Leben
Kleeberg entstammte einer liberalen jüdischen Familie. Seine Eltern waren Sophie (* 1869 in Holzminden) und Wilhelm Kleeberg (* 1866 in Bösingfeld), Pächter eines Steinbruchs am Salzufler ‚Obernberg‘ und Mitinhaber einer Ziegelei in Dehme. Mit Herta (* 1895) hatte Julius eine jüngere Schwester.
Die Familie zog 1896 nach Salzuflen, 1908 von dort nach Duisburg und bald danach weiter nach Düsseldorf, wo er das Gymnasium besuchte. 1913 begann er ein Studium der Medizin an der Ruprecht-Karls-Universität Heidelberg. Während des Studiums wurde er Mitglied der schlagenden Studentenverbindung Bavaria Heidelberg. Bei der Bavaria handelte es sich um eine jüdische Studentenverbindung im KC, welche eine Gleichberechtigung der Juden mit den Deutschen per Anpassung und Assimilation erreichen wollte und deutschen Patriotismus zeigte. Ihre Konkurrenz-Verbindung, der VJSt Ivria hingegen, trat betont zionistisch auf. Die spätestens in der Studienzeit erworbene deutsch-patriotische Haltung Kleebergs wird in der Mitautorenschaft des 1923 erschienenen Werkes Gedenkbuch zu Ehren der im Weltkrieg 1914/18 gefallenen jüdischen Krieger der Stadt Düsseldorf deutlich. Während des Ersten Weltkrieges war Kleeberg ab Frühjahr 1916 als Unterarzt im Kriegslazarett in Antwerpen tätig. Gegen Kriegsende kam er in Kriegsgefangenschaft, aus der er im Frühjahr 1919 entlassen wurde.
Nach Beendigung des Studiums und der 1920 erfolgten Promotion zum Dr. med. arbeitete er von 1920 bis 1923 am Medizinischen Institut in Düsseldorf. Antisemitische Mobbingversuche – unter anderem unterzeichneten vier Assistenten und ein Oberarzt eine Eingabe, in welcher sie erklärten, nicht mehr weiter mit ihm, dem Juden, arbeiten zu wollen – ließen Kleeberg 1923 an das Rudolf-Virchow-Krankenhaus in Berlin wechseln. Ab 1925 war er Assistent an der Medizinischen Fakultät der Universität Frankfurt, wo er 1929 in Innerer Medizin habilitiert und zum Privatdozenten ernannt wurde.
1929 erhielt Kleeberg erstmals Arbeitsangebote in Palästina und reiste 1930 das erste Mal in den Nahen Osten. Ab 1931 war er Chefarzt der Inneren Medizin an der Hadassah-Universitäts-Klinik in Jerusalem.
Kleeberg, der seit 1930 in Frankfurt nur beurlaubt war, wurde am 30. September 1933 nach § 3 des Gesetzes zur Wiederherstellung des Berufsbeamtentums die Lehrbefugnis entzogen.
In Israel war Kleeberg in den 1930er Jahren Mitgründer und Editor des kurzlebigen Magazins Folia Clinica Orientalis.
Im Mai 1939 heiratete Julius Kleeberg die seit 1923 in der Schweiz lebende Anni Schwabacher-Schindler (geboren am 27. März 1906 in Hamburg), die Tochter des Hamburger Unternehmers Julius Schindler.
1949 erhielt Kleeberg eine Professur für Medizin an der Hebräischen Universität Jerusalem. 1958 wurde er im Rahmen einer Wiedergutmachungsprofessur zum ordentlichen Professor an der  Johann Wolfgang Goethe-Universität Frankfurt am Main ernannt und verband dies mit einer einjährigen Gastprofessur.
Kleeberg war Ehrenbürger der Stadt Haifa und seit 1978 Ehrendoktor der Universität Düsseldorf.

## Schriften
- Pathologie und Klinik der Blasentumoren. Dissertation, Universität Bonn, 1920.
- mit Max Wetzler: Gedenkbuch zu Ehren der im Weltkrieg 1914/1918 gefallenen jüdischen Krieger der Stadt Düsseldorf. Herausgegeben vom Reichsbund jüdischer Frontsoldaten, Ortsgruppe Düsseldorf. Ed. Lintz, Düsseldorf 1923.
- Das postskarlatinöse Exanthem. In: Zeitschrift für Kinderheilkunde. Bd. 38 (1924), H. 5, S. 577–580, doi:10.1007/BF02225020.
- Berylliumverbindungen als Adsorptionsmittel. In: Kolloid-Zeitschrift. Bd. 37 (1925), H. 1, S. 17 f., doi:10.1007/BF01436230.
- Einfache Prüfung des Eiweissgehaltes von Punktionsflüssigkeiten. In: Klinische Wochenschrift. Bd. 5, H. 1 (Januar 1926), S. 47,doi:10.1007/BF01728391.
- Die Hydroxyde des Yttriums und Lanthans als Adsorptionsmittel. In: Kolloid-Zeitschrift. Bd. 38 (1926), H. 3, S. 226–229, doi:10.1007/BF01460834.
- Die therapeutische Bedeutung von Yoghurt und Kefir in der inneren Medizin. In: Deutsche Medizinische Wochenschrift. Bd. 53 (1927), H. 26, S. 1093–1095, doi:10.1055/s-0028-1165397.
- Der Wert der Obstdiät bei schwerer Azidose. In: Deutsche Medizinische Wochenschrift. Bd. 54 (1928), H. 36, S. 1515–1517, doi:10.1055/s-0028-1165592.
- mit Hans Behrendt: Die Nährpräparate mit besonderer Berücksichtigung der Sauermilcharten. Verlag Ferdinand Enke, Stuttgart 1930.
- Über die Zustände der Acetessigsäure im diabetischen Organismus. In: Biochemische Zeitschrift. Bd.  219–220 (1930), S. 381–384.
- mit Wilhelm Schlapp: Über die Auffindung von urämieerzeugenden Stoffen. In: Hoppe-Seyler’s Zeitschrift für physiologische Chemie. Bd. 188 (1930), H. 3–5, S. 81–95, doi:10.1515/bchm2.1930.188.3-5.81.
- mit David Birnbaum: Carcinoma of the pancreas: A clinical study based on 84 cases. In: Annals of Internal Medicine. Bd. 48, H. 6 (Juni 1958), S. 1171–1184, doi:10.7326/0003-4819-48-6-1171.
- Eide und Bekenntnisse in der Medizin: Eine Anthologie. Gesammelt und eingeleitet von Julius Kleeberg. Karger, Basel/München 1979, ISBN 3-8055-3041-2.
- Recollections of a Medical Doctor in Jerusalem: From Professor Julius J. Kleeberg's Notebooks 1930–1988. Karger, Basel 1992, ISBN 3-8055-5522-9.
- Dr. med. Albert Simons 1894–1955: The man and the physician. His life and his work. A biographical sketch. Sine anno.